# Бучиньская, Матильда
Матильда Бучинская (пол. Matylda Buczyńskа; 1811, Вильна — 1 ноября 1867 или 1867, Варшава) — филантроп, президент Виленского благотворительного общества.

## Биография
Родители — граф Адам Гюнтер фон Хильдешейм (02.01.1782 — 25.08.1854, Вильно) и Александра-Констанция из рода Тизенгаузов (1781 — 29.03.1843, Вильно) герба «Буйвол». Сестры — Ида Мостовская и известная писательница Альбина-Габриэла Пузына, автора «W Wilnie i w dworach litewskich: pamiętnik z lat 1815—1843».
5 августа 1834 года вышла замуж за владельца имения Больково Мавриция Бучинского герба «Стремя». Больково (Мядельский район Минская область) — деревня возле озера Свирь, в 1840 году — имение Свенцянского уезда Виленской губернии. В 1840—1913 годах здесь работал винокуренный завод. Бучинским также принадлежала усадьба в Лынтупах (Поставский район, Беларусь).
В 1851 году Адам Гюнтер разделил свое имущество между тремя дочерьми: Матильдой Бучинской, Идой Мостовской и Габриелой Пузыной. В денежном эквиваленте на долю каждой из сестёр припадало по 116 992 рублей серебром и 33 1/3 копеек. Тогда Матильда взяла себе Добровляны и фольварок Надбрезье с доплатой сестрам по 21 326 рублей серебром.
В 1860 году, после возвращения из Парижа, Матильда Бучинская проживала в Вильне в своем доме по адресу: улица Монастырская, д. 13. Вместе с виленским ксендзом-каноником Шиманом Козловским организовала в Вильне благотворительное общество «Братство святых Винцента и Павла». Стала его президентом. Она сплотила вокруг себя состоятельных и передовых обывателей и развернула широкую акцию духовной и материальной помощи бедным, спасая многих от голодной смерти и духовной деградации. Первое собрание общества состоялось в первой половине 1860 года. В нём участвовало около 100 великосветских дам. Когда в 1863 году в Вильно прибыл главный начальник Северо-Западного края генерал-губернатор М. Н. Муравьёв для подавления восстания 1863—1864 годов, то в филантропической деятельности общества усмотрел опасную для самодержавия антиправительственную пропаганду. Благотворительное общество было закрыто. Руководство брошено в тюрьму (президент М. Бучинская, секретарь В. Лапосинская, казначей Н. Костровицкая и прокурор Б. Думашкевичева). С 1862 по 22 января 1864 года в Добровлянах у Матильды Бучинской скрывался от преследования со стороны царской администрации писатель Винцент Дунин-Марцинкевич, пока имение не было секвестровано.
В марте 1864 года М. Бучинскую сослали в с. Семёнова Нижегородской губернии. В 1867 году она выпросила разрешения вернуться на родину, где быстро умерла. Похоронена в Варшаве на Повянзковском кладбище.